# Tennant (Iowa)
Tennant es una ciudad ubicada en el condado de Shelby en el estado estadounidense de Iowa. En el Censo de 2010 tenía una población de 68 habitantes y una densidad poblacional de 36,93 personas por km².

## Geografía
Tennant se encuentra ubicada en las coordenadas 41°35′39″N 95°26′42″O / 41.59417, -95.44500. Según la Oficina del Censo de los Estados Unidos, Tennant tiene una superficie total de 1.84 km², de la cual 1.84 km² corresponden a tierra firme y (0%) 0 km² es agua.

## Demografía
Según el censo de 2010, había 68 personas residiendo en Tennant. La densidad de población era de 36,93 hab./km². De los 68 habitantes, Tennant estaba compuesto por el 100% blancos, el 0% eran afroamericanos, el 0% eran amerindios, el 0% eran asiáticos, el 0% eran isleños del Pacífico, el 0% eran de otras razas y el 0% pertenecían a dos o más razas. Del total de la población el 0% eran hispanos o latinos de cualquier raza.